# Furs

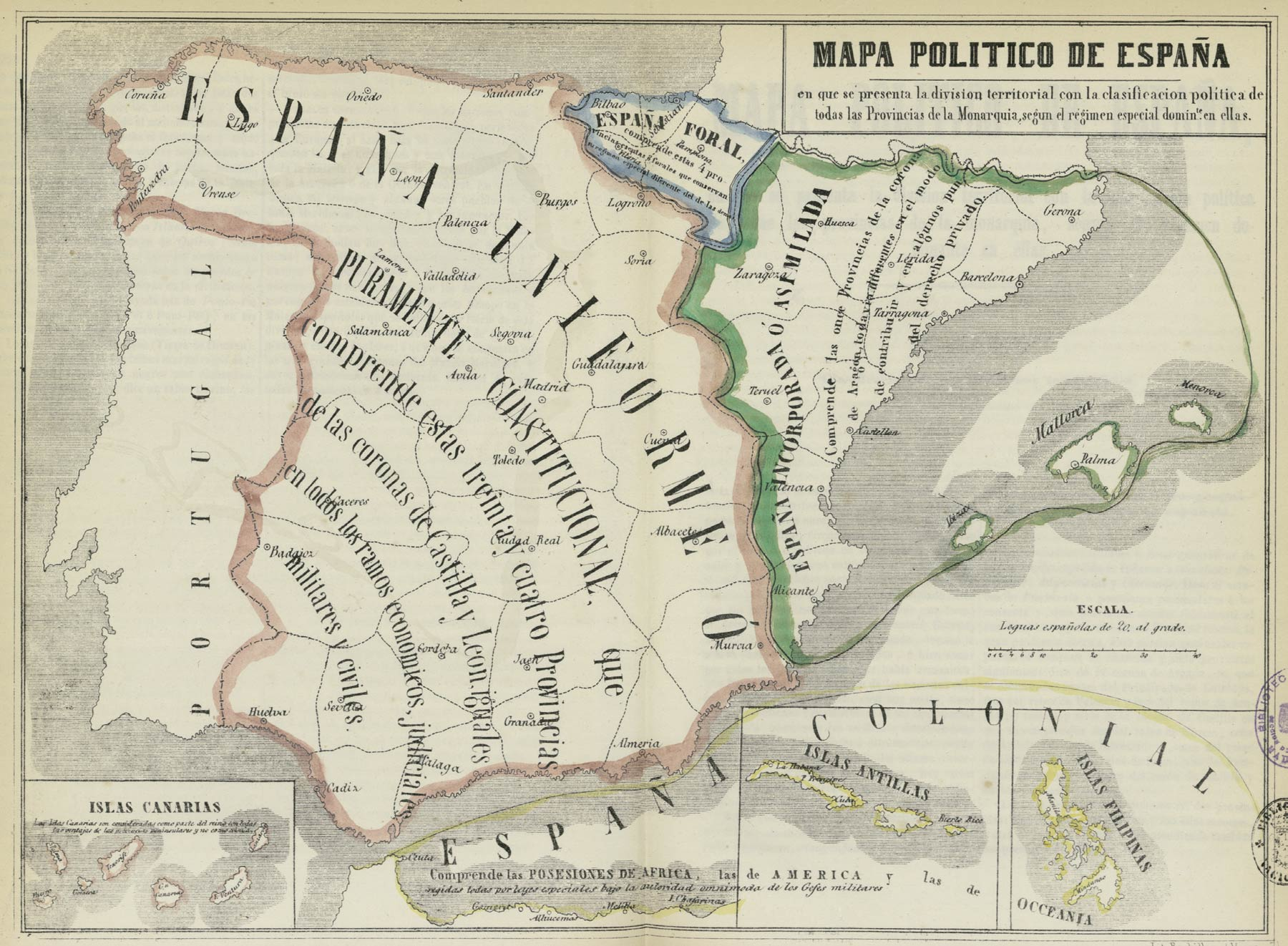
Mapa del mostrant les extensions dels drets tradicionals forals consuetudinaris. Les jurisdiccions forals estaven basades en els antics regnes. A les "comunidades" d'avui en dia no els està permés crear lligams oficials que puguin restableïr les relacions històriques tradicionals entre algunes d'elles.

Els furs són lleis creades per a constituir com a Fabi, Principat o Regne un territori conquerit. Cal destacar dins la península Ibèrica els respectius furs dels territoris de la Corona d'Aragó i el Regne de Navarra.
Els furs eren estatuts que documentaven els privilegis i usatges amb què regir la comunitat, donats normalment pel monarca, malgrat que no únicament, a les persones que habitaven un poble. Com a resultat el consell del poble era depenent del seu senyor. El primer fur va ser atorgat al comte Ferran González de Castrojeriz durant la dècada del 940. Els furs serien el sistema més utilitzat per repoblar Navarra i més tard Aragó.
Del segle xiii endavant no es van concedir més furs atès que la pressió demogràfica havia desaparegut i van ser ideats altres mitjans per colonitzar les terres conquerides. Els furs, que passaren de ser lleis locals a territorials, van perdurar fins al segle xviii als regnes d'Aragó, València i a Catalunya, i fins al segle xix al Regne de Navarra i les regions feudals de Castella. L'abolició dels furs a Navarra seria una de les causes de les Guerres carlines. A Castella, les disputes quant al sistema van ser importants durant la guerra contra Carles I.